# Michel Butet
Michel Butet (né le 19 juin 1947 à Boulogne Billancourt et mort dans la même ville le 3 septembre 2005) est un athlète français spécialiste du lancer de javelot.
Il figure parmi les meilleurs athlètes français de sa génération, lançant le javelot à plus de 75 mètres.

## Carrière
Michel Butet remporte le titre de champion de France du lancer du javelot en 1969.
Il meurt le 3 septembre 2005 des suites d'un cancer.

## Palmarès
- Championnats de France d'athlétisme :
  - vainqueur du lancer du javelot en 1969